# Sint-Thomaskerk (Tribsees)
De Sint-Thomaskerk (Duits: St.-Thomas-Kirche) is een kerkgebouw in het Noord-Duitse stadje Tribsees. Het gebouw werd in de 13e tot 15e eeuw opgericht in de stijl van de baksteengotiek en gewijd aan de heilige Thomas Becket, de aartsbisschop van Canterbury.

## Bouw
Van de basilicale voorgangerbouw uit het tweede kwart van de 13e eeuw zijn de massieve laatromaanse toren en muurresten van het kerkschip bewaard gebleven. Het relatief grote kerkgebouw, met een voor Mecklenburg niet zo gebruikelijke 5/8 koorafsluiting, wijst op het toenmalige belang van de stad Tribsees. De huidige hallenkerk stamt voornamelijk uit de eerste helft van de 15e eeuw. Bij een brand in 1702 raakte de kerk zwaar beschadigd. In de oostelijke gevel van het kerkschip markeert het jaartal 1731 de voltooiing van de herbouw van de kerk. In de jaren 1861 tot 1869 vond er een neogotische restauratie plaats.

## Interieur
Kenmerkend voor het kerkschip zijn de in de kleuren wit en rood uitgevoerde kruisribgewelven. De sacristie wordt met een laatgotisch netgewelf overdekt. Tussen 1861 en 1869 werden de kansel, het gestoelte, de galerijen en een loge toegevoegd. Het doopvont stamt uit het jaar 1869. Uit de barokke periode dateert het triomfkruis met de beelden van Maria en Johannes (1710).

### Het Molenaltaar
Het Molenaltaar (Duits: Mühlenaltar) stamt uit het tweede kwart van de 15e eeuw uit een atelier van Rostock. Op het altaar zijn reliëfs van een sacramentsmolen, Christus als Rechter der wereld en o.a. Adam en Eva (zonder navel uitgebeeld, want niet geboren maar door God geschapen) te zien. De beide vleugels tonen scènes uit de passiegeschiedenis.
In het reliëf van de centrale schrijn, met als thema een sacramentsmolen, gieten de vier evangelisten citaten uit de evangeliën in de vorm van linten met teksten in een trechter van een molen. De molen wordt aangedreven door het water van de vier paradijselijke rivieren (de Pison, de Gichon, de Eufraat en de Tigris). De apostelen regelen telkens getweeën de toevoer van het water. 
Uit de uitgang van de molen valt, opnieuw in de vorm van een lint, het Woord Gods dat daaronder in de vorm van het Christuskind een lichamelijke gestalte aanneemt. De kerkvaders Gregorius en Hiëronymus worden geflankeerd door Augustinus en Ambrosius en vangen Jezus in een kelk op. Links onder, naast het middendeel, reikt een monnik de kelk aan zijn broeders aan; terwijl rechts een bisschop de hostie uitreikt. In het midden boven de molen is tussen een zon, maan en aanbiddende engelen de zegende Almachtige God met de wereldbol te zien.

### Kanseldelen Lübeck
In de kerk bevinden zich zeven houten reliëfs die afkomstig zijn van de kansel uit de Sint-Jacobikerk van Lübeck. Ze zijn in 1577 gemaakt in opdracht van de Lübeckse raadsheer Johann Spangenborch, maar de kansel werd in 1698 afgebroken. In 1735 kwamen de kanseldelen met figuurlijke voorstellingen van goede kwaliteit naar Tribsees. Het betreffen voorstellingen van de vier evangelisten, twee apostelen en de Gekruisigde met het knielende echtpaar dat de kansel schonk. Op de hoeken bevonden zich kariatiden.

### Orgel
Het orgel werd in 1831 door de orgelbouwer Carl August Buchholz geïnstalleerd. In 1996 werd het orgel gerestaureerd; de neogotische orgelkas bleef gehandhaafd.

### Klokken
De twee klokken van de Thomaskerk dateren uit de jaren 1485 en 1764.